# Eriospermum ramosum
Eriospermum ramosum är en sparrisväxtart som beskrevs av Pauline Lesley Perry. Eriospermum ramosum ingår i släktet Eriospermum och familjen sparrisväxter. Inga underarter finns listade i Catalogue of Life.